# Dichte Teilmenge
Im mathematischen Fachgebiet Topologie ist eine dichte Teilmenge eines metrischen oder topologischen Raumes eine Teilmenge dieses Raumes mit besonderen Eigenschaften. Der Begriff dichte Teilmenge wird in seiner allgemeinen Form in der Topologie definiert. Er wird auch in vielen anderen Teildisziplinen der Mathematik, etwa der Analysis, der Funktionalanalysis und der Numerik angewandt, zum Beispiel bei der Approximation von stetigen Funktionen durch Polynome.
Man sagt von einer Teilmenge, sie liege dicht in einem metrischen Raum, wenn man jeden Punkt des Gesamtraums beliebig genau durch einen Punkt aus der Teilmenge approximieren kann. So bilden die rationalen Zahlen {\displaystyle \mathbb {Q} } eine dichte Teilmenge in der Menge der reellen Zahlen {\displaystyle \mathbb {R} }. Das bedeutet, dass man irrationale Zahlen beliebig genau durch rationale Brüche beziehungsweise durch endliche Dezimalzahlen approximieren kann.
Allgemeiner sagt man von einer Teilmenge {\displaystyle A}, sie liege dicht in einem topologischen Raum {\displaystyle X}, wenn jede Umgebung eines beliebigen Punktes {\displaystyle x} aus {\displaystyle X} immer auch ein Element aus {\displaystyle A} enthält.

## Definition in metrischen Räumen
Gegeben sei ein metrischer Raum {\displaystyle (X,d)} (wie beispielsweise ein normierter Raum {\displaystyle (X,\|\cdot \|)} mit der Metrik {\displaystyle d(x,y)=\|x-y\|}).
Dann heißt eine Menge {\displaystyle M\subseteq X} dicht in {\displaystyle X}, wenn eine der folgenden äquivalenten Aussagen zutrifft:
- Zu jedem {\displaystyle x\in X} und jedem {\displaystyle r>0} existiert ein Punkt {\displaystyle y\in M}, so dass {\displaystyle d(x,y)<r} ist.
- Zu jedem {\displaystyle x\in X} und jedem {\displaystyle r>0} existiert ein Punkt {\displaystyle y\in M}, so dass {\displaystyle y\in B_{r}(x)} ist. Dabei bezeichnet {\displaystyle B_{r}(x)} die offene Kugel um {\displaystyle x} mit Radius {\displaystyle r}.
- Zu jedem {\displaystyle x\in X} existiert eine Folge {\displaystyle (x_{n})_{n\in \mathbb {N} }} von Punkten aus {\displaystyle M}, so dass {\displaystyle \textstyle \lim _{n\to \infty }x_{n}=x} ist.
- Die abgeschlossene Hülle der Menge {\displaystyle M} ist der ganze Raum, also {\displaystyle {\overline {M}}=X}.

Die obige Definition durch den Grenzwert einer Folge ist so nicht auf allgemeine topologische Räume übertragbar. Die Konvergenz von Folgen muss hierfür durch die Filterkonvergenz oder die Konvergenz von Netzen verallgemeinert werden.

## Beispiele
- Die Menge der rationalen Zahlen {\displaystyle \mathbb {Q} } liegt dicht in der Menge der reellen Zahlen {\displaystyle \mathbb {R} }.
- Die Menge der irrationalen Zahlen liegt dicht in der Menge der reellen Zahlen {\displaystyle \mathbb {R} }.
- Die Menge der Polynome liegt dicht in der Menge der stetigen Funktionen auf einem kompakten Intervall.
- Die Menge der Testfunktionen liegt dicht in der Menge der Lebesgue-integrierbaren Funktionen.
- Sei {\displaystyle M} eine Teilmenge eines mittels {\displaystyle \|\cdot \|} normierten Raums {\displaystyle X}. Bezeichnet man mit {\displaystyle {\overline {M}}} die abgeschlossene Hülle dieser Menge bezüglich der Norm {\displaystyle \|\cdot \|}, so liegt {\displaystyle M} dicht in {\displaystyle {\overline {M}}}.
- Die Menge der natürlichen Zahlen {\displaystyle \mathbb {N} } liegt nicht dicht in der Menge der rationalen Zahlen {\displaystyle \mathbb {Q} }, sie ist sogar nirgends dicht in {\displaystyle \mathbb {Q} }.
- Die Cantor-Menge ist eine überabzählbare, abgeschlossene und nirgends dichte Teilmenge der reellen Zahlen.
- Das Intervall {\displaystyle [-1,1]} liegt nicht dicht in den reellen Zahlen, ist aber auch nicht nirgends dicht, denn es liegt dicht in {\displaystyle [-1,1]}, was eine Umgebung der Null ist.
- Der Raum {\displaystyle C_{c}^{\infty }(\mathbb {R} ^{n})} der auf {\displaystyle \mathbb {R} ^{n}} glatten Funktionen mit kompaktem Träger liegt dicht im Raum {\displaystyle L^{2}(\mathbb {R} ^{n})} der quadratintegrierbaren Funktionen.

## Definition in topologischen Räumen
Gegeben sei ein topologischer Raum {\displaystyle (X,{\mathcal {O}})}. Dann ist eine Menge {\displaystyle M} genau dann dicht (in {\displaystyle X}), wenn eine der folgenden äquivalenten Bedingungen erfüllt ist:
- Der Abschluss von {\displaystyle M} entspricht der Obermenge, es gilt also {\displaystyle {\overline {M}}=X}.
- Die Menge {\displaystyle M} schneidet jede nichtleere offene Menge, es ist also {\displaystyle M\cap O\neq \emptyset } für alle {\displaystyle O\in {\mathcal {O}}}.
- Jede Umgebung in {\displaystyle X} enthält einen Punkt aus {\displaystyle M}.

Eine Menge {\displaystyle M} heißt dicht in {\displaystyle Y\subset X}, wenn sie dicht bezüglich der Teilraumtopologie {\displaystyle {\mathcal {O}}_{Y}} ist. Teils werden dann die in der Obermenge {\displaystyle X} dichten Mengen auch überall dicht genannt.

## Eigenschaften
- Inklusion: Ist {\displaystyle A} dicht in {\displaystyle X} und {\displaystyle A\subseteq B\subseteq X}, so liegt auch {\displaystyle B} dicht in {\displaystyle X}.
- Transitivität: Ist {\displaystyle X} dicht in {\displaystyle Y} und {\displaystyle Y} dicht in {\displaystyle Z}, so liegt {\displaystyle X} schon dicht in {\displaystyle Z}.
- Erhaltung unter stetigen Abbildungen: Ist {\displaystyle A} dicht in {\displaystyle X} und {\displaystyle f\colon X\to Y} eine stetige Abbildung, so liegt {\displaystyle f(A)} dicht in {\displaystyle f(X)}.

In der letzten Eigenschaft wird {\displaystyle f(X)} mit der Unterraumtopologie von {\displaystyle Y} versehen; der Begriff der dichten Teilmenge ist dann bezüglich dieser Unterraumtopologie zu verstehen.

## Linear geordnete Mengen
Ein Spezialfall des topologischen Begriffes dicht ergibt sich durch die Anwendung auf geordnete Mengen. Eine Teilmenge {\displaystyle S} einer streng totalgeordneten Menge {\displaystyle (M,<)} heißt dicht (in {\displaystyle M}), wenn es zu allen {\displaystyle x} und {\displaystyle y} aus {\displaystyle M} mit {\displaystyle x<y} ein {\displaystyle z} aus {\displaystyle S} gibt, so dass {\displaystyle x<z<y}. Dieser Spezialfall ergibt sich durch die Ordnungstopologie auf {\displaystyle M} und wird dort näher erläutert.

## Partiell geordnete Mengen
In partiell geordneten Mengen, die in der Forcing-Theorie verwendet werden, ist eine andere Topologie üblich.  Für eine partiell geordnete Menge {\displaystyle (P,\leq )} bilden die Mengen {\displaystyle U_{p}:=\{q\in P\mid q\leq p\}} (für {\displaystyle p\in P}) die Basis einer Topologie {\displaystyle \tau _{\leq }}.  Eine Menge {\displaystyle D\subseteq P} genau dann dicht bezüglich {\displaystyle \tau _{\leq }}, wenn es für jedes Element {\displaystyle p} von {\displaystyle P} ein Element {\displaystyle d\in D} gibt, welches {\displaystyle d\leq p} erfüllt.

## Weiterführende Begriffe

### Nirgends dichte Mengen
Eine nirgends dichte Menge ist eine Teilmenge {\displaystyle A} eines topologischen Raumes, bei der das Innere ihres Abschlusses leer ist. Es gilt also
{\displaystyle \operatorname {Int} ({\overline {A}})=\emptyset }.
Entgegen ihrem Namen sind nirgends dichte Mengen nicht das Gegenteil oder Komplement von dichten bzw. überall dichten Mengen. Genauer ist eine Menge genau dann nirgends dicht, wenn sie in keiner (nichtleeren) offenen Menge dicht ist. Somit sind dichte Mengen nie nirgends dicht, da sie immer in der offenen Menge {\displaystyle X} dicht sind. Umgekehrt gibt es aber sowohl nicht dichte Mengen, die nirgends dicht sind (wie die ganzen Zahlen {\displaystyle \mathbb {Z} } in {\displaystyle \mathbb {R} }) als auch nicht dichte Mengen, die nicht nirgends dicht sind (wie das Intervall {\displaystyle [2,3]} in {\displaystyle \mathbb {R} }.)

### Separable und polnische Räume
Ein topologischer Raum heißt ein separabler Raum, wenn er eine abzählbare, dichte Menge enthält. Dies erleichtert häufig die Beweisführung, somit sind separable Räume „leichter“ zu handhaben. Noch stärker ist der Begriff des polnischen Raumes, dies ist ein topologischer Raum, der eine abzählbare dichte Teilmenge enthält und vollständig metrisierbar ist.